# Ioan Șt. Popescu
Ioan Șt. Popescu, cunoscut și sub numele de Jak Popescu, (n. secolul al XIX-lea – d. ianuarie 1942) a fost un general român care a avut un rol important în politica României în timpul celui de-al Doilea Război Mondial.

## Biografie
A fost înaintat la gradul de general de divizie cu începere de la data de 8 iunie 1940.
Generalul de divizie Ion Popescu a îndeplinit funcția de subsecretar de stat la Ministerul Afacerilor Interne în guvernul Ion Antonescu (3) din 4 februarie 1941 până în 3 ianuarie 1942, când a fost înlocuit de generalul Constantin Z. Vasiliu. Înlocuirea generalului Jak Popescu din funcția de subsecretar de stat s-ar fi datorat, în opinia omului politic și memorialistului Constantin Argetoianu, faptului că „nu acționa destul de energic împotriva legionarilor”.
Urma să primească o funcție de comandă în cadrul Armatei Române (decretul de eliberare din funcția de subsecretar de stat preciza că „trebue să treacă la comandă”), dar a murit în ianuarie 1942 în urma unei boli de inimă de care suferea de mai multă vreme. S-a zvonit că ar fi murit de inimă rea.

## Decorații
- Ordinul „Steaua României” în gradul de Comandor (8 iunie 1940)[5]
- Ordinul „Steaua României” în gradul de Mare Ofițer (7 noiembrie 1941)[6]